# Mickey Spillane
Frank Morrison Spillane (Brooklyn, Nueva York; 9 de marzo de 1918 - Murrells Inlet, Carolina del Sur; 17 de julio de 2006), más conocido como "Mickey" Spillane, fue un escritor estadounidense de cómics y novela negra.

## Carrera
Se inició en la literatura escribiendo cómics, combinando su pasión con otros trabajos más prosaicos como instructor en el ejército. Entre sus haberes se encuentra haber sido el creador de los guiones de personajes como el Capitán América o el Capitán Marvel, y  escribir la novela de Mike Hammer, siendo uno de los representantes más significativos del pulp. Estudió también en la Universidad de Kansas.
Su primera novela en la que apareció Hammer fue Yo, el jurado, de 1946. Las necesidades económicas después del fin de la Segunda Guerra Mundial y la pérdida de ventas de los cómics fue lo que le impulsó a crear esta primera obra. De las cincuenta y tres que escribió, varias fueron llevadas al cine o a la televisión.
A pesar de las duras críticas que recibió en sus inicios por el contenido violento de sus personajes, con posterioridad fue reconocido como uno de los más destacados autores de novela negra del siglo XX.